# Ida Block

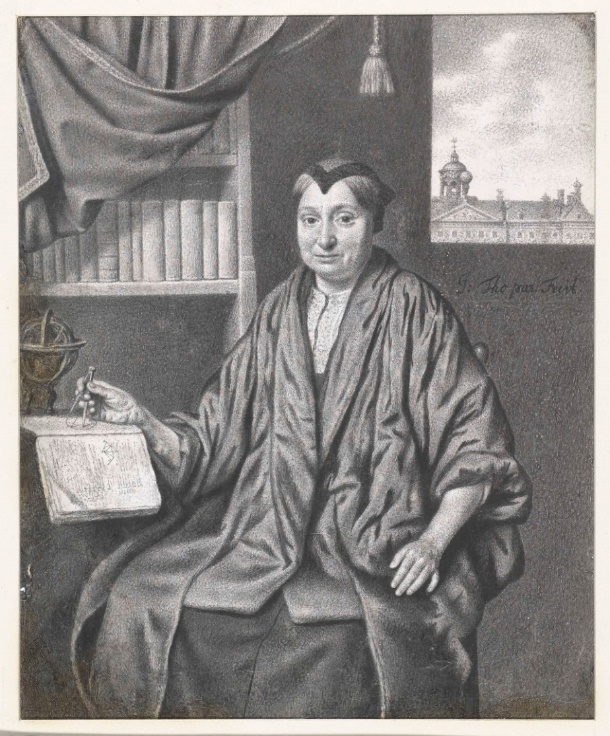
Ida Block

Ida Block (* 26. Juli 1632 in Emmerich; † 2. Juli 1693 in Amsterdam) war eine niederländische Mennonitin und Forscherin.

## Leben
Ida Block wurde am 26. Juli 1632 in Emmerich geboren. Sie war die Tochter des Tuchhändlers Arent Block (1582/89–1635) und Ida Rutgers (gestorben nach dem 26. Juli 1632/vor dem 12. September 1646). Sie war das jüngste Kind einer wohlhabenden mennonitischen Familie und hatte zwei Brüder und zwei Schwestern. Die Familie hatte ihr Vermögen im Textilhandel gemacht. Nach dem Tod ihrer Eltern wurde Ida, wahrscheinlich zusammen mit ihren Brüdern und Schwestern, bei der Familie von David Rutgers, dem Bruder ihrer Mutter, und seiner Frau Susanna de Flines in Amsterdam untergebracht. Eine von Idas Schwestern war die bekannte Pflanzensammlerin Agnes Block.
Über das Leben von Ida Block ist nicht viel bekannt. Sie wurde von Joost van den Vondel, einem Freund der Familie, als eine ruhige und zurückgezogene Frau beschrieben, die „lieber irgendwo in einer Ecke sitzt/mit einem dummen Buch, als zu heiraten.“ Sie lebte laut den Amsterdamer Steuerregistern unter der Bezeichnung „ältere Tochter“, im Jahr 1674 in der Herengracht 188. Die Eigentümerin des Gebäudes war sie jedoch nicht. Ihre Schwester Agnes lebte in der Nummer 162, während Vondel von seinem Haus am Singel auf Idas Haus blickte. Das Vermögen von Ida Block betrug im Jahr 1674 zwölftausend Gulden.
Ida Block schloss im Alter von 52 Jahren am 8. September 1684 in Amsterdam einen Ehevertrag mit dem Witwer und Kaufmann Jacob Linnich de Jonge (1635–1691). De Jonge war seit 1661 Pfarrer der Mennonitengemeinde von Waterland. Möglicherweise war der Anlass der Heirat gemeinsames wissenschaftliches Interesse, Linnich soll ein Anhänger Spinozas gewesen sein. Das wissenschaftliche Interesse von Ida Block lässt sich anhand der abgebildeten Attribute des Porträts erschließen, das Johannes Thopas 1688 von ihr zeichnete: ein aufgeschlagenes Buch mit einer geometrischen Figur, ein aufgeklappter Zirkel und ein Instrument, das vermutlich ein Astrolabium darstellt. Außerdem fällt im Hintergrund das gefüllte Bücherregal auf. Da ein Fenster in der Zeichnung einen Blick auf die Rückseite des Rathauses am Dam-Platz bietet, kann man davon ausgehen, dass Ida Block hier in ihrem Haus an der Herengracht porträtiert wurde.
Am 16. Januar 1689 ließ Ida Block ihr Testament aufsetzen. Sie setzte ihre Schwester Agneta Block und die Kinder ihrer verstorbenen Geschwister zu ihren Erben ein. Neben anderen Vermögenswerten werden ihre Bücher im Testament ausdrücklich erwähnt. Später in jenem Jahr kaufte Block das Haus in der Keizersgracht 19 von ihrem Schwiegervater Jacob Linnich de Oude, aber sie und ihr Mann lebten wahrscheinlich weiterhin in der Herengracht.

Ida Block starb im Alter von 60 Jahren am 2. Juli 1693, zwei Jahre nach ihrem Ehemann. Am 7. Juli wurde sie in der Oude Kerk beerdigt. Die Trennung und Aufteilung ihres Nachlasses erfolgte am 21. August 1693. Zur Erinnerung an Block wurde beim Medailleur Jan Boskam eine Medaille mit ihrem Porträt auf der Vorderseite und den folgenden Gedichtzeilen auf der Rückseite bestellt: 

„Seht das Bild von Ida Blok, einer Frau, deren Tugend und Geist und kluges Wissen weit über dem Lob des Mundes und der Feder, das vielen Männern Schande bereiten würde, hätte der Tod, dem es sich beugt, dieses Beispiel nicht zu früh genommen.“